# Mörning

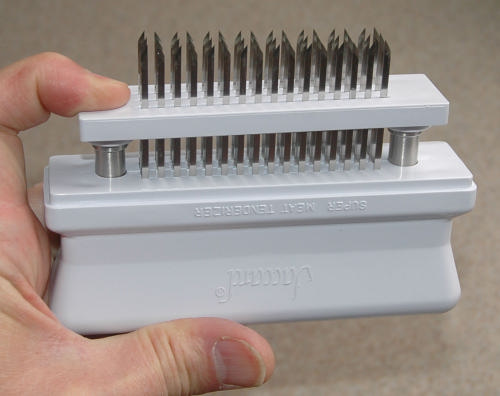
Ett verktyg för att möra kött.

Mörning är när köttet, med hjälp av egna enzymer, bryter ner proteiner i celler och bindväv. Mörning gör så att köttet blir mört, det vill säga mer lättskuret och mindre segt. Musklers sammandragning, bindvävsinnehåll och fettmarmorering avgör hur fort och hur mört köttet blir. Kort mörning gör köttet från olika djur olika mört. Om köttet möras längre blir skillnaden mindre. Mörningsprocessen pågår ända till köttet blir tillagat, men är som snabbast i början av mörningen.
Det finns olika typer av mörning, såsom hängmörning, vakuummörning, impulsmörning, mekanisk mörning med köttklubba eller genom tillsats av mörsalter, vilket dock är förbjudet i Sverige förutom vid tillagning.

## Hängmörning
Vid hängmörning möras en hel djurkropp. Djurkroppen får hänga i ett kylrum låg temperatur på ca 4-8 grader och med 65% luftfuktighet. En del svinn som måste tas bort förekommer på grund av bakterieangrepp på djurköttets yta. På grund av att man mörar ett helt djur blir det mer svårhanterligt. 
Förr var hängmörat kött den vanligaste köttypen, men är idag en exklusiv vara. Hängmörat kött görs av djur av hög kvalitet och möras längre vilket gör köttet mörare.
Man kan även hängmöra ett styckat djur, man mörar då del för del. Detta kan vara en fördel då ett djur har olika tjocklek på olika delar av kroppen. Sen ska ett djur som skall möras inte kylas ned för snabbt, en natt i "normal" temperatur är att föredra. Sen ska djuret hänga i 40 dygnsgrader. Det vill säga, finns inget kylrum ska man räkna ut genomsnittstemperaturen på ett dygn, ex. 5 grader, då ska djuret följaktligen hänga i 8 dygn!

## Vakuummörning
Vakuummörning är när köttet vakuumförpackas i minst en vecka. Fördelen med vakuummörning är att köttet är styckat i mindre delar och att det är mer hygieniskt vilket gör att det är lättare att lagra och det blir inget svinn. 
Branschöverenskommelsen säger att vakuummörning ska ske minst i en vecka, men det räcker inte för vissa köttyper.